# Пясечно
Пясе́чно (пол. Piaseczno) — місто в Польщі, розташоване в Мазовецькому воєводстві, центр району Пясечно і місько-сільської ґміни Пясечно, в околицях варшавського району Урсинув, приблизно за 17 км на південь від центру Варшави. Згідно з даними Головного статистичного управління, на 31 грудня 2021 року в місті проживало 51 979 жителів.

## Історія
Перша згадка про Пясечно як село відноситься до 13 століття і це одне з найстаріших міст Мазовії. Свою назву воно отримало від розташування на піщаному ґрунті на березі річки Озерка. У середні віки це було княже село, розташоване на шляху між Варшавою та Черськом. Це стратегічне розташування призвело до того, що 5 листопада 1429 року Пясечно отримало права міста згідно з Кульмським правом, наданим князями Вишогрудським, Цеханівським, Задрожмським, Черським і Варшавським Янушем I, званим Старшим.
Невдовзі Пясечно стало одним із місцевих ринкових центрів південної Мазовії, посередником в обміні товарами та послугами. Відбулися зміни в об’ємно-просторовому плануванні міста, центральною точкою якого стала ринкова площа. З XVI століття і до 1964 року це було традиційне місце для ярмарків і базарів.
Акт про надання прав міста було підтверджено 1461 року. На той час місто мало ремісничо-сільськогосподарський характер. Динамічний розвиток ремесел і торгівлі спонукав княгиню Ганну Радзивілл надати місту Пясечно право проводити ярмарок і призначати базарний день 23 листопада 1513 року. Далі привілеї місту надали королева Бона, Анна Ягеллонка, Стефан Баторій, Ян II Казимир та Ян III Собеський.
У 1537 році місто стало королівською власністю і відтоді діяло як позаміське староство. Згідно з королівським даруванням від 1554 року, міщани отримали ділянки для садів поза межами забудови міста. Найбільшого розвитку Пясечно пережило в другій половині XVI ст., тоді воно налічувало близько 200 будинків і приблизно 1200 мешканців. Особливо добре розвивалося пивоваріння і винокуріння. У 1580 році єдиний, що існував до поділів, цех шевців, отримав королівський привілей від Стефана Баторія, пізніше підтверджений наступними польськими правителями. Місто було знищено численними пожежами на межі XVI-XVII століть. Цикл розвитку, розпочатий за часів Януша I Старшого, завершився шведською навалою в середині XVII століття. Вороги спалили Пясечно та садибу та господарство старости.
Місто повернуло свою славу в першій половині 18 століття. Пясецьким старостою був тодішній міністр Олександр Юзеф Сулковський, який збудував у місті королівську резиденцію. Його було безповоротно зруйновано під час повстання Костюшка. Також було перебудовано інтер'єр костелу св. Анни в стилі пізнього бароко 1736 року за проектом королівського архітектора Карла Фрідріха Пеппельмана молодшого.
Найбільша битва в історії ґміни відбулася 9 і 10 липня 1794 року під Ґолкувом. Польською стороною командував генерал Юзеф Зайончек, російською — генерал Іван Ферсен. Втрати склали 180 убитими, 136 пораненими і близько 100 зниклими безвісти. Місто було спалене, вціліли лише костел і будинки, що знаходилися в Заставі (за двома великими ставками, розташованими в центрі міста, завдяки чому пожежі не поширилися на південну частину Пясечно).

## Демографія
Демографічна структура станом на 31 березня 2011 року:
|          | Загалом | Допрацездатний вік | Працездатний вік | Постпрацездатний вік |
| -------- | ------- | ------------------ | ---------------- | -------------------- |
| Чоловіки | 19975   | 4603               | 13528            | 1844                 |
| Жінки    | 22403   | 4335               | 13823            | 4245                 |
| Разом    | 42378   | 8938               | 27351            | 6089                 |

## Відомі люди

### Уродженці
- Агнешка Дигант (1973) — польська актриса театру і кіно.
- Рафал Земкевич (1964) — польський письменник-фантаст.
- Павло Пясецький Яніна (1579—1649) —католицький релігійний діяч.
- Бартош Соцко (1978) — польський шахіст.

### Померли
- Габріела Гурська (1939—2013) — польська письменниця-фантастка, журналістка та діяч «Солідарності».
- Вацлав Серошевський (1858—1945) — польський письменник, вчений-етнограф і революціонер.